# Belfort Duarte
João Evangelista Belfort Duarte, meglio noto come Belfort Duarte (São Luís, 27 novembre 1883 – Campo Belo, 27 novembre 1918), è stato un calciatore, allenatore di calcio e dirigente sportivo brasiliano, di ruolo difensore.
Pioniere del calcio in Brasile, fu tra i fondatori del Mackenzie e tra i principali dirigenti dell'América di Rio de Janeiro. In suo onore è stato istituito, il 16 agosto 1945, il Premio Belfort Duarte, assegnato a un atleta al compimento di dieci anni di carriera senza ricevere un singolo cartellino rosso.

## Biografia
Ingegnere civile, la sua conoscenza della lingua inglese gli permise di tradurre le regole del gioco del calcio in portoghese. In seguito, al termine della sua carriera calcistica, entrò a far parte del settore dirigenziale dell'América, facendosi fautore di numerosi cambiamenti: dapprima, nel 1908, modificò i colori sociali, da nero e bianco a rosso e bianco, iniziò la pratica delle tournée calcistiche delle società nei paesi esteri, e in seguito ammise anche giocatori di colore tra le file della sua formazione. Il 27 novembre 1918 fu assassinato a Campo Belo, in una favela, in cui si era recato per riprendersi dalla spagnola.

## Carriera

### Giocatore
Difensore, fu il primo, nel suo Paese, a giocare nella posizione successivamente definita "centrale difensivo". Approdato ai ranghi calcistici del Mackenzie College di San Paolo del Brasile, ove studiava, si fece notare per il gioco corretto. A tale proposito, è da citare un episodio di fair play ante litteram: segnalò, durante un incontro, di aver commesso fallo all'interno dell'area di rigore, episodio sfuggito all'arbitro. Trasferitosi all'América, ne divenne capitano, guidando la formazione al Campionato Carioca nel 1913. Si ritirò dall'attività agonistica l'11 luglio 1915, giocando la sua ultima partita contro il Flamengo.

### Allenatore
Allenò per un solo anno l'América, portandola al titolo statale nel 1916.

## Palmarès

### Giocatore

#### Club

##### Competizioni nazionali
- Campionato Carioca: 1

América: 1913

### Allenatore

#### Club

##### Competizioni nazionali
- Campionato Carioca: 1

América: 1916